# Miguel Borges
Miguel Henrique Borges, de nome profissional Miguel Borges (Picos, Piauí, 21 de fevereiro de 1937 - São Lourenço, Minas Gerais, 17 de junho de 2013) foi um cineasta brasileiro e jornalista, trabalhando em jornais cariocas como O metropolitano, Tribuna da Imprensa, Última Hora e Jornal do Comércio e na Prensa Latina.
É considerado um dos percursores do Cinema Novo devido  a sua direção no episódio "Zé da Cachorra" no filme coletivo Cinco Vezes Favela, sendo o seu primeiro trabalho como diretor. Encerrou seu trabalho como cineasta em 1985 com o curta "Os sapatos". 

## Biografia
Miguel Borges nasceu em 1937, filho de José Borges com Benvinda Borges. Teve cinco irmãos, sendo três homens e duas mulheres, sendo ele o segundo a nascer, e tendo um irmão morto ainda no primeiro ano de vida. 
Mudou-se de Picos, Piauí para São Luis, Fortaleza, quando tinha sete anos, devido ao trabalho do pai e foi em São Luis que seu desejo pelo cinema foi despertado. Morou de frente para o Cinema Roxy, e onde escutava a trilha sonora durante as sessões que não participava, com o tempo começou a ir frequentemente ao cinema, principalmente nas férias, época em que ia em todas três sessões que o  Cinema Roxy ofertava.

### Mudança para o Rio de Janeiro
Aos 18 anos se mudou para o Rio de Janeiro para cursar administração na Escola Brasileira de Administração (EBAP). Nesse época manteve o hábito de ir frequentemente ao cinema, dizendo que "acho que o cinema me livrou da demência precoce e do suicídio prematuro".  Mantendo o amor pelo cinema, montou em conjunto com Marcos Faria e Calos Peres o Cineclube EBAP. 
Ali encontrou filmes que viriam a ser fortes influências em seu estilo sendo estes Cara de Fogo (1958) e O grande momento (1958), além de filmes que traziam um questionamento em relação ao viés social, desenvolvimento da linguagem e outros, inspiração vinda do movimento cinematográfico neo-realista italiano. Também foi nesse período que começou a conhecer figuras do cinema brasileiro como Humberto Mauro.
Em 1997, mudou-se para São Lourenço (Minas Gerais), onde residiu até falecer em 17 de junho de 2013, por problemas respiratórios.

### Carreira profissional
Após concluir o curso de administração, em 1957, Miguel Borges inicia sua carreira profissional, além de produzir seu primeiro curta sobre o hábito do cafezinho, que não foi comercializado devido a problemas na filmagem. Como forma de homenagear esse trabalho, Miguel Borges inclui em seu filme O Último Malandro (1974) uma cena de um dos personagens tomando café na área central e nobre no Rio de Janeiro.
Também foi após a sua formação na EBAP que ele começou a trabalhar, primeiramente na Rede de Ferroviária Federal, e em 1959 torna-se redator no Jornal do Comércio, indo para o Jornal O dia em 1960 e no mesmo ano se casou Suely, que conheceu durante seu trabalho na Rede Ferroviária Federal. De 1963 a 1969, Miguel trabalharia para o jornal Tribuna da Imprensa, principalmente como crítico de peças teatrais, nesse período experienciou a repressão da ditadura, apesar de forma branda, em conjunto com Hélio Fernandes. 
Entre 1979 e 1980 foi nomeado presidente do Concine. Durante o governo Collor (1990-1992), foi Secretário-adjunto de Cultura da Presidência da República, dividindo com o titular Ipojuca Pontes a responsabilidade pelo desmanche dos organismos de apoio à Cultura, que só seriam reconstituídos no governo seguinte.

### Produção Cinematográfica
Após a experiência de realizar um curta metragem em  1957, que falhou e não foi comercializado, Miguel volta a produção cinematográfica por volta de 1962, quando teve acesso a uma verba adquirida através do CPC e através de seu contato com Vianinha, que representava o  Centro Popular de Cultura da UNE. Esse produção veio a ser o filme Cinco Vezes Favela (1962), no qual  Miguel dirigiu o episódio "Zé da Cachorra". Devido as condições do projeto, sendo dividido em cinco partes para cada cineasta e havendo feito apenas um filme anteriormente, a qualidade de seu episódio ficou aquém do esperado. 
O movimento cinematográfico de Miguel Borges era trazer conteúdo como contraponto a chanchada, trazendo questões políticas e sociais para o cinema, algo iniciado no espaço democrático existente no governo de JK, o que permitiu que Miguel Borges conhecesse também as ideias do comunismo , chegando a participar do PCB. 
Em 1974 fundou a Miguel Borges Produções Cinematográficas, para a qual dirigiu e produziu seu sétimo longa, "O Último Malandro" (1974), e ainda produziu "A Cartomante" (1974) e "Fogo Morto" (1976), ambos com direção de Marcos Farias. Em 1982, produziu "Tensão no Rio", de Gustavo Dahl.
Também escreveu roteiros para outros cineastas: "Tati, a Garota" (1973) para Bruno Barreto, "A Noiva da Cidade" (1978) para Alex Vianny, "A Batalha dos Guararapes" (1978) para Paulo Thiago, "As Tranças de Maria" (2003) para Pedro Carlos Rovai. Montou os filmes "Emboscada" (1971) e "Fogo Morto" (1976). Participou como ator em "Boca de Ouro" (1963), de Nelson Pereira dos Santos.

#### Primeiro Filme - Canalha em Crise
Em 1963, Miguel realiza a sua primeira produção independente, Canalha em Crise, onde o investimento veio da indenização de sua demissão da Prensa Latina e de colaboradores, os atores eram pessoas que buscavam adquirir mais experiência de atuação e contava com amigos como Marcos Farias, onde o trabalho era exercido no formato de regime cooperativista. O laboratório da produção ficou com a Tabajara Filmes. Já para a divulgação, o filme foi censurado pela polícia, sendo interditado por dois anos por não contar como selo de "boa qualidade" no certificado de produção, sendo exibido apenas em 1965 devido a um recurso aprovado por um juiz, após a argumentação de Miguel. 
Dirigiu mais oito longas e vários curtas, passando por vários temas: do policial social "Perpétuo contra o Esquadrão da Morte" ao drama da vida real "O Caso Cláudia", da comédia erótica "As Escandalosas" ao filme de cangaço "Maria Bonita, Rainha do Cangaço".

## Filmografia como diretor

### Longas
- 1980: "Consórcio de Intrigas" (relançado em São Paulo como "Consórcio do Sexo")
- 1979: "O Caso Cláudia"
- 1975: "Pecado na Sacristia"
- 1974: "O Último Malandro"
- 1971: "O Barão Otelo no Barato dos Bilhões"
- 1970: "As Escandalosas"
- 1968: "Maria Bonita, Rainha do Cangaço"
- 1967: "Perpétuo Contra o Esquadrão da Morte"
- 1965: "Canalha em Crise"
- 1962: "Cinco Vezes Favela" (episódio "Zé da Cachorra")[4]

### Curtas
- 1985: "Os Sapatos"
- 1985: "O Nadador do Infinito"
- 1974: "O Balé do Beija-flor" (co-dir Rubem Braga)
- 1973: "A Lavagem do Cristo"
- 1972: "Projeto Cabo Frio"
- 1972: "O Jovem e o Mar"
- 1971: "Zona Oeste"
- 1970: "Radar Cativo"
- 1970: "A Festa da Maldição"